# 游溪镇
游溪镇，是中华人民共和国广东省韶关市乳源瑶族自治县下辖的一个乡镇级行政单位。

## 行政区划
游溪镇下辖以下地区：
中心社区、中心洞村、大村、冷水岐村、连塘边村、中联村、江背村、烈村、大寮坑村、营坑村、上营村和茨良坑村。